# ウォーターナビレラ
ウォーターナビレラ（欧字名:Water Navillera、2019年5月27日 - ）は、日本の競走馬。2021年のファンタジーステークスの勝ち馬である。
馬名の意味は、冠名＋蝶々のように羽ばたく（ハングル）。

## 戦績

### 2歳（2021年）
8月21日札幌の2歳新馬（芝1500m）に6番人気で出走。好スタートからハナを奪うと最後の直線でカルチェリノイオリの追撃を1馬身3/4差退けて逃げ切り勝ちを収める。
サフラン賞直前に馬主の山岡良一が他界したため、ファンタジーステークスから息子の山岡正人に名義変更となった。
10月3日中山のサフラン賞（1勝クラス）では道中2番手追走から4コーナーで先頭に並びかけると、最後は逃げ粘るウインピクシスとの叩き合いを制し2連勝とする。
11月6日のファンタジーステークスでは逃げるナムラデイリリーから離れた2番手でレースを進め、直線で先頭に立つと最後は外から脚を伸ばしてきたナムラクレアに3/4馬身差をつけ重賞初制覇を果たすとともに、父シルバーステートにとっても産駒初の重賞制覇となった。
12月12日、初のGI挑戦となる阪神ジュベナイルフィリーズに出走。最後の直線で一度先頭に立ったものの、外から鋭く伸びたサークルオブライフに差され3着に敗れた。鞍上の武豊は、「思い通りのレースができて、状態も良かった。惜しかったですね。あと一歩でした」とコメントした。

### 3歳（2022年）
3歳初戦としてチューリップ賞に出走し、5着に入賞。
4月10日に阪神競馬場で行われたクラシック初戦桜花賞に出走。トライアルのチューリップ賞1着のナミュール、阪神ジュベナイルフィリーズ1着のサークルオブライフに次ぐ3番人気に推された。レースでは、絶好のスタートを決めて道中は2番手で追走。残り100mで先頭に立つも、最後にスターズオンアースにハナ差かわされ2着に敗れた。鞍上の武豊は「全てうまくいった。状態も今までで一番良かったし、返し馬も、ゲートも、レースも思い通り。悔いのないレースができました」とコメント。武豊の弟である武幸四郎調教師は「見ての通りです。悔いのない仕上げで、悔いのないレースができました」とコメントした。5月22日のクラシック第2戦第83回優駿牝馬では終始後方追走のまま見せ場なく13着と惨敗を喫した。
初の古馬との対戦となった7月31日のクイーンステークスに1番人気で出走。道中は好位の3・4番手で追走も直線で伸びを欠いて10着と大敗。秋に入り、10月16日の秋華賞では道中3番手でレースを進めたが12着に終わり、3歳シーズンを終えた。

### 4歳（2023年）
2月18日に阪神競馬場で行われた京都牝馬ステークスは、得意のスタートを決め、好位からレースを進めたが、直線に向くと余力がなく、14着の大敗だった。鞍上の武豊騎手は「いいポジションを取れましたが、４コーナーから直線へ向くときは、本来の感じではなかったです」とコメントしている。
3月26日に中京競馬場で行われる高松宮記念に出走することになったが、このレースは主戦騎手の武豊がドバイ国際競走に参戦しているため、新馬戦から2戦騎乗した吉田隼人とのコンビで参戦。道中5番手でレースを進めたが直線で力尽き16着に終わった。
その後、武豊に鞍上を戻して挑んだ函館スプリントステークスは10着、しらかばステークスでは8着という結果であった。ウンベルト・リスポリを鞍上に迎えたキーンランドカップでは中団追走も直線で伸び切れず11着に終わった。9月20日付けで競走馬登録を抹消され現役を引退した。競走馬引退後は繁殖牝馬となる予定であるが繋養先は未定。

## 競走成績
以下の内容は、JBISサーチおよびnetkeiba.comに基づく。
| 競走日     | 競馬場 | 競走名          | 格   | 距離（馬場）  | 頭 数 | 枠 番 | 馬 番 | オッズ （人気） | 着順 | タイム （上がり3F） | 着差 | 騎手        | 斤量 [kg] | 1着馬（2着馬）         | 馬体重 [kg] |
| ---------- | ------ | --------------- | ---- | ------------- | ----- | ----- | ----- | --------------- | ---- | ------------------- | ---- | ----------- | --------- | ---------------------- | ----------- |
| 2021.08.21 | 札幌   | 2歳新馬         |      | 芝1500m（良） | 13    | 5     | 8     | 016.80（6人）   | 01着 | R1:31.4（34.8）     | -0.3 | 0吉田隼人   | 54        | （カルチェリノイオリ） | 464         |
| 0000.10.03 | 中山   | サフラン賞      | 1勝  | 芝1600m（良） | 8     | 7     | 7     | 014.20（6人）   | 01着 | R1:35.8（33.6）     | -0.2 | 0吉田隼人   | 54        | （ウインピクシス）     | 470         |
| 0000.11.06 | 阪神   | ファンタジーS   | GIII | 芝1400m（良） | 10    | 5     | 5     | 003.80（2人）   | 01着 | R1:21.1（34.7）     | -0.1 | 0武豊       | 54        | （ナムラクレア）       | 472         |
| 0000.12.12 | 阪神   | 阪神JF          | GI   | 芝1600m（良） | 18    | 7     | 13    | 006.60（4人）   | 03着 | R1:34.0（34.5）     | -0.2 | 0武豊       | 54        | サークルオブライフ     | 470         |
| 2022.03.05 | 阪神   | チューリップ賞  | GII  | 芝1600m（良） | 15    | 5     | 9     | 005.60（3人）   | 05着 | R1:33.6（34.5）     | -0.4 | 0武豊       | 54        | ナミュール             | 478         |
| 0000.04.10 | 阪神   | 桜花賞          | GI   | 芝1600m（良） | 18    | 3     | 6     | 006.20（3人）   | 02着 | R1:32.9（34.0）     | -0.0 | 0武豊       | 55        | スターズオンアース     | 464         |
| 0000.05.22 | 東京   | 優駿牝馬        | GI   | 芝2400m（良） | 18    | 1     | 1     | 013.30（7人）   | 13着 | R2:26.1（35.5）     | -2.2 | 0武豊       | 55        | スターズオンアース     | 468         |
| 0000.07.31 | 札幌   | クイーンS       | GIII | 芝1800m（良） | 14    | 6     | 10    | 002.20（1人）   | 10着 | R1:48.4（35.5）     | -0.6 | 0武豊       | 52        | テルツェット           | 468         |
| 0000.10.16 | 阪神   | 秋華賞          | GI   | 芝2000m（良） | 16    | 6     | 12    | 040.2（10人）   | 12着 | R1:59.4（35.3）     | -0.8 | 0武豊       | 55        | スタニングローズ       | 468         |
| 2023.02.18 | 阪神   | 京都牝馬S       | GIII | 芝1400m（良） | 18    | 8     | 16    | 007.60（4人）   | 14着 | R1:21.5（34.8）     | -1.1 | 0武豊       | 55        | ララクリスティーヌ     | 486         |
| 0000.03.26 | 中京   | 高松宮記念      | GI   | 芝1200m（不） | 18    | 1     | 2     | 052.7（14人）   | 16着 | R1:13.2（37.1）     | -1.7 | 0吉田隼人   | 56        | ファストフォース       | 470         |
| 0000.06.11 | 函館   | 函館スプリントS | GIII | 芝1200m（良） | 16    | 3     | 6     | 014.40（8人）   | 10着 | R1:08.9（35.1）     | -0.7 | 0武豊       | 55        | キミワクイーン         | 484         |
| 0000.07.23 | 札幌   | しらかばS       | OP   | 芝1200m（良） | 16    | 1     | 2     | 013.00（5人）   | 08着 | R1:07.9（33.2）     | -0.5 | 0武豊       | 55.5      | シュバルツカイザー     | 486         |
| 0000.08.27 | 札幌   | キーンランドC   | GIII | 芝1200m（重） | 16    | 1     | 1     | 064.4（11人）   | 11着 | R1:11.3（36.4）     | -1.4 | 0U.リスポリ | 55        | ナムラクレア           | 484         |

## 血統表
| ウォーターナビレラの血統          | ウォーターナビレラの血統                                                                               | ウォーターナビレラの血統                                                                               | （血統表の出典）                                                                                       | （血統表の出典）    |
| 父系                              | サンデーサイレンス系                                                                                   | サンデーサイレンス系                                                                                   | サンデーサイレンス系                                                                                   | [ § 2 ]             |
| 父 シルバーステート 2013 鹿毛     | 父の父ディープインパクト 2002 鹿毛                                                                     | *サンデーサイレンス                                                                                    | Halo                                                                                                   | Halo                |
| 父 シルバーステート 2013 鹿毛     | 父の父ディープインパクト 2002 鹿毛                                                                     | *サンデーサイレンス                                                                                    | Wishing Well                                                                                           |                     |
| 父 シルバーステート 2013 鹿毛     | 父の父ディープインパクト 2002 鹿毛                                                                     | *ウインドインハーヘア                                                                                  | Alzao                                                                                                  | Alzao               |
| 父 シルバーステート 2013 鹿毛     | 父の父ディープインパクト 2002 鹿毛                                                                     | *ウインドインハーヘア                                                                                  | Burghclere                                                                                             |                     |
| 父 シルバーステート 2013 鹿毛     | 父の母*シルヴァースカヤ Silverskaya 1990 鹿毛                                                          | Silver Hawk                                                                                            | Roberto                                                                                                | Roberto             |
| 父 シルバーステート 2013 鹿毛     | 父の母*シルヴァースカヤ Silverskaya 1990 鹿毛                                                          | Silver Hawk                                                                                            | Gris Vitesse                                                                                           |                     |
| 父 シルバーステート 2013 鹿毛     | 父の母*シルヴァースカヤ Silverskaya 1990 鹿毛                                                          | Boubskaia                                                                                              | Niniski                                                                                                | Niniski             |
| 父 シルバーステート 2013 鹿毛     | 父の母*シルヴァースカヤ Silverskaya 1990 鹿毛                                                          | Boubskaia                                                                                              | Frenetique                                                                                             |                     |
| 母 シャイニングサヤカ 2007 黒鹿毛 | 母の父キングヘイロー 1995 鹿毛                                                                         | *ダンシングブレーヴ                                                                                    | Lyphard                                                                                                | Lyphard             |
| 母 シャイニングサヤカ 2007 黒鹿毛 | 母の父キングヘイロー 1995 鹿毛                                                                         | *ダンシングブレーヴ                                                                                    | Navajo Princess                                                                                        |                     |
| 母 シャイニングサヤカ 2007 黒鹿毛 | 母の父キングヘイロー 1995 鹿毛                                                                         | *グッバイヘイロー                                                                                      | Halo                                                                                                   | Halo                |
| 母 シャイニングサヤカ 2007 黒鹿毛 | 母の父キングヘイロー 1995 鹿毛                                                                         | *グッバイヘイロー                                                                                      | Pound Foolish                                                                                          |                     |
| 母 シャイニングサヤカ 2007 黒鹿毛 | 母の母シンセイアカリ 2000 鹿毛                                                                         | マヤノトップガン                                                                                       | *ブライアンズタイム                                                                                    | *ブライアンズタイム |
| 母 シャイニングサヤカ 2007 黒鹿毛 | 母の母シンセイアカリ 2000 鹿毛                                                                         | マヤノトップガン                                                                                       | *アルプミープリーズ                                                                                    |                     |
| 母 シャイニングサヤカ 2007 黒鹿毛 | 母の母シンセイアカリ 2000 鹿毛                                                                         | ピンクノワンピース                                                                                     | トウショウボーイ                                                                                       | トウショウボーイ    |
| 母 シャイニングサヤカ 2007 黒鹿毛 | 母の母シンセイアカリ 2000 鹿毛                                                                         | ピンクノワンピース                                                                                     | チョウコーピート                                                                                       |                     |
| 母系(F-No.)                       | セルリ(FR)系(FN:4-n)                                                                                   | セルリ(FR)系(FN:4-n)                                                                                   | セルリ(FR)系(FN:4-n)                                                                                   | [ § 3 ]             |
| 5代内の近親交配                   | Halo 4 × 4 = 12.5％、Roberto 4 × 5 = 9.38％、Lyphard 5 × 4 = 9.38％、Hail to Reason 5 ･ 5 × 5 = 9.38％ | Halo 4 × 4 = 12.5％、Roberto 4 × 5 = 9.38％、Lyphard 5 × 4 = 9.38％、Hail to Reason 5 ･ 5 × 5 = 9.38％ | Halo 4 × 4 = 12.5％、Roberto 4 × 5 = 9.38％、Lyphard 5 × 4 = 9.38％、Hail to Reason 5 ･ 5 × 5 = 9.38％ | [ § 4 ]             |
| 出典                              | 1. 2. 3. 4.                                                                                            | 1. 2. 3. 4.                                                                                            | 1. 2. 3. 4.                                                                                            | 1. 2. 3. 4.         |

- 母シャイニングサヤカは2013年のビューチフル・ドリーマーカップをコースレコードで制している[18]。